# Wedekindia
Wedekindia es un género de foraminífero bentónico de la subfamilia Wedekindellininae, de la familia Fusulinidae, de la superfamilia Fusulinoidea, del suborden Fusulinina y del orden Fusulinida. Su especie tipo era Fusulinella euthusepta. Su rango cronoestratigráfico abarca el Moscoviense (Carbonífero superior).

## Discusión
Clasificaciones más recientes incluyen Wedekindia en la subclase Fusulinana de la clase Fusulinata. Wedekindia ha sido propuesto como sustituto de Wedekindella, que ha sido considerado homónimo posterior de Wedekindellina Schindewolf, 1928.

## Clasificación
Wedekindia incluye a las siguientes especies:
- Wedekindia euthusepta †
- Wedekindia cylindrica †